# Megacormus grubbsi
Espèce
Megacormus grubbsi est une espèce de scorpions de la famille des Euscorpiidae.

## Distribution
Cette espèce est endémique du Mexique. Elle se rencontre en Oaxaca vers San José Tenango et Huautla de Jiménez et au Oaxaca vers Zoquitlán.

## Description
Le mâle holotype mesure 30,75 mm et la femelle paratype 34,70 mm.

## Étymologie
Cette espèce est nommée en l'honneur d'Andrew Grubbs.

## Publication originale
- Sissom, 1994 : Systematic studies on the genus Megacormus (Scorpiones, Chactidae, Megacorminae), with descriptions of a new species from Oaxaca, Mexico and of the male of Megacormus segmentatus Pocock. Insecta Mundi, vol. 8, no 3/4, p. 265-271 (texte intégral).